# ゾファニー (アイルランドの競走馬)
ゾファニー（Zoffany、2008年3月18日 - 2021年1月8日）は、アイルランドの競走馬、種牡馬である。
2歳時にフェニックスステークスを制したほか、3歳時のセントジェームズパレスステークスではフランケルの2着に入った。

## 競走馬時代

### デビュー前
タタソールズ社の10月1歳セール・ブック1のクルームハウススタッドで、クールモアによって22万ギニーで落札された。本馬はエイダン・オブライエン調教師に預託され、競走生活を送ることになった。

### 2歳（2010年）
2010年4月18日にデビューして無敗で2連勝を果たし、続くアスコット競馬場のコヴェントリーステークス（G2）では6着に敗れたが、ゴールデンフリースステークス（L）、タイロスステークス（G3）、フェニックステークス（G1）を3連勝してG1競走を初制覇。2歳時の最終戦ヴィンセントオブライエンナショナルステークス（G1）では無敗馬パスフォークの3着に敗れた。

### 3歳（2011年）
3歳初戦のバリーコラスステークス（G3）2着から臨んだロイヤルアスコット開催のセントジェームズパレスステークス（G1）では、早仕掛けしたフランケルが終盤で徐々に失速する一方、本馬はこれを追い込んでフランケルから3/4馬身差の2着に入った。フランケルはその後14戦無敗の成績で引退したが、このフランケルから1馬身差以内の着差で2位入線したのはナサニエルとゾファニーの2頭である。続くジャンプラ賞（G1）では1番人気に支持されたが、アタマ差の2着に敗れた。
以後もG1競走を連戦して、モーリスドゲスト賞でムーンライトクラウドの12着、シャドウェルターフマイルステークスでジオポンティの8着、ブリーダーズカップマイルでコートヴィジョンの9着という成績を残し、競走馬を引退した。

## 種牡馬時代
競走馬引退後はクールモアスタッドで種牡馬入り。初年度産駒からロイヤルアスコット開催の優勝馬を3頭出し、その後G1馬も複数輩出した。種付料の最高額は2016年の4万5,000ユーロだった。2021年1月8日、肝不全のために安楽死処置が取られた。

### 主な産駒
- 2013年生
  - Ventura Storm / ヴェンチュラストーム - 2016年伊ジョッキークラブ大賞、Prix de Reux、2018年Moonee Valley Gold Cup[10]
- 2017年生
  - Albigna / アルビーニャ（英語版） - 2019年マルセルブサック賞、Airlie Stud Stakes[11]
- 2018年生
  - Thunder Moon / サンダームーン - 2020年ヴィンセントオブライエンナショナルステークス[12]
  - Mother Earth / マザーアース（英語版） - 2021年1000ギニー、ロートシルト賞、2020年Fillies' Sprint Stakes、2022年Park Express Stakes[13]
- 2019年生
  - Prosperous Voyage / プロスパラスボヤージ  - 2022年ファルマスステークス

### 母父としての主な産駒
- 2019年生
  - リカンカブール （父シルバーステート） - 2024年中山金杯
- 2021年生
  - Tamfana / タムファナ （父Soldier Hollow） - 2024年サンチャリオットステークス
  - サンライズジパング （父キズナ） - 2024年不来方賞、みやこステークス

## 血統表
| ゾファニーの血統       | ゾファニーの血統                                                   | ゾファニーの血統                                                   | （血統表の出典）                                                   | （血統表の出典） |
| 父 Dansili 1996 黒鹿毛 | 父の父*デインヒル 1986 鹿毛                                        | Danzig                                                             | Northern Dancer                                                    | Northern Dancer  |
| 父 Dansili 1996 黒鹿毛 | 父の父*デインヒル 1986 鹿毛                                        | Danzig                                                             | Pas de Nom                                                         |                  |
| 父 Dansili 1996 黒鹿毛 | 父の父*デインヒル 1986 鹿毛                                        | Razyana                                                            | His Majesty                                                        | His Majesty      |
| 父 Dansili 1996 黒鹿毛 | 父の父*デインヒル 1986 鹿毛                                        | Razyana                                                            | Spring Adieu                                                       |                  |
| 父 Dansili 1996 黒鹿毛 | 父の母Hasili 1991 鹿毛                                             | Kahyasi                                                            | *イルドブルボン                                                    | *イルドブルボン  |
| 父 Dansili 1996 黒鹿毛 | 父の母Hasili 1991 鹿毛                                             | Kahyasi                                                            | Kadissya                                                           |                  |
| 父 Dansili 1996 黒鹿毛 | 父の母Hasili 1991 鹿毛                                             | Kerali                                                             | High Line                                                          | High Line        |
| 父 Dansili 1996 黒鹿毛 | 父の母Hasili 1991 鹿毛                                             | Kerali                                                             | Sookera                                                            |                  |
| 母 Tyranny 2000 鹿毛   | 母の父Machiavellian 1987 黒鹿毛                                    | Mr. Prospector                                                     | Raise a Native                                                     | Raise a Native   |
| 母 Tyranny 2000 鹿毛   | 母の父Machiavellian 1987 黒鹿毛                                    | Mr. Prospector                                                     | Gold Digger                                                        |                  |
| 母 Tyranny 2000 鹿毛   | 母の父Machiavellian 1987 黒鹿毛                                    | Coup de Folie                                                      | Halo                                                               | Halo             |
| 母 Tyranny 2000 鹿毛   | 母の父Machiavellian 1987 黒鹿毛                                    | Coup de Folie                                                      | Raise the Standar                                                  |                  |
| 母 Tyranny 2000 鹿毛   | 母の母Dust Dancer 1994 鹿毛                                        | Suave Dancer                                                       | Green Dancer                                                       | Green Dancer     |
| 母 Tyranny 2000 鹿毛   | 母の母Dust Dancer 1994 鹿毛                                        | Suave Dancer                                                       | Suavite                                                            |                  |
| 母 Tyranny 2000 鹿毛   | 母の母Dust Dancer 1994 鹿毛                                        | Galaxie Dust                                                       | Blushing Groom                                                     | Blushing Groom   |
| 母 Tyranny 2000 鹿毛   | 母の母Dust Dancer 1994 鹿毛                                        | Galaxie Dust                                                       | High Galaxie                                                       |                  |
| 母系(F-No.)            | (FN:1-c)                                                           | (FN:1-c)                                                           | (FN:1-c)                                                           | [ § 2 ]          |
| 5代内の近親交配        | Blushing Groom 4×5=9.38%、Natalma 5・5×5=9.38%、Nijinsky 5×5=6.25% | Blushing Groom 4×5=9.38%、Natalma 5・5×5=9.38%、Nijinsky 5×5=6.25% | Blushing Groom 4×5=9.38%、Natalma 5・5×5=9.38%、Nijinsky 5×5=6.25% | [ § 3 ]          |
| 出典                   | 1. 2. 3.                                                           | 1. 2. 3.                                                           | 1. 2. 3.                                                           | 1. 2. 3.         |